# Kościół św. Andrzeja Boboli w Gdyni-Obłużu
Kościół św. Andrzeja Boboli w Gdyni-Obłużu – rzymskokatolicki kościół znajdujący się w Gdyni, w dzielnicy Obłuże. Świątynia należy do dekanatu Gdynia-Oksywie, który z kolei należy do archidiecezji gdańskiej. Decyzją Sławoja Leszka Głódzia, metropolity gdańskiego, z dniem 20 lutego 2011 kościół został mianowany siedzibą dekanatu.

## Historia
- 1934 - W porozumieniu z księdzem dziekanem Turzyńskim oraz Kurią Biskupią w Pelplinie otrzymano zezwolenie na otwarcie kaplicy w remizie strażackiej.
- 1937 - Rozpoczęcie budowy kościoła.
- 27 kwietnia 1938 - Erygowanie parafii.
- 1938 - w murach nowej, nie ukończonej jeszcze świątyni zaczęto sprawować funkcje liturgiczne. Dalsza budowa kościoła przerwana została wybuchem wojny i aresztowaniem pierwszego proboszcza – księdza Olkiewicza. Nie dokończoną stronę prezbiterium zaślepiono deskami.
- Czerwiec 1946 - nowy administrator parafii, ks. Wojciech Zieliński podjął dzieło ukończenia budowy kościoła. Kłopoty finansowe spowodowały zmniejszenie całej budowli świątyni. Zewnętrzną stronę murów świątyni opatrzono tynkiem w roku 1960.
- Październik 1979 - parafia otrzymała z Urzędu Miejskiego zezwolenie na budowę nowej dzwonnicy wielkości 6 X 8 metrów.
- Styczeń 1980 - Zaczęto robić wykopy pod fundamenty dzwonnicy, lecz nagła śmierć proboszcza (19.01.1980 r.) wstrzymała pracę.
- 8 marca 1980 - proboszczem został ks. Andrzej Czerwiński. Nowy proboszcz zwrócił się do Urzędu Miejskiego w Gdyni z prośbą o zatwierdzenie nowego projektu dzwonnicy i zmianę jej lokalizacji. Wymiary dzwonnicy według nowego projektu wynosiły w poziomie zerowym 24 X 17 metrów. Taka dzwonnica miała stanąć w bezpośredniej łączności z kruchtą starego kościoła oraz miała być zaczątkiem rozbudowy i powiększenia starego kościoła. Zezwolenie na budowę nowej dzwonnicy parafia otrzymała 26 lipca 1980 roku.
- Sierpień 1980 - przystąpiono do prac mających na celu nie tylko postawienie dzwonnicy (67 metrów od poziomu zerowego), ale przede wszystkim przebudowę kościoła. Fundamentem nowej dzwonnicy jest dzisiejszy kościół dolny o długości 17 metrów, szerokości 27 metrów i wysokości 4,5 metra. Kościół górny zaś, to główne dzieło przebudowy.
- Lipiec 1981 - Doprowadzenie do kościoła ogrzewanie z sieci miejskiej. W listopadzie dokupiono od Państwa Grubbów blisko 1ha ziemi, od PSS-ów ponad 1300 m² (skarpę przed kościołem), co powiększyło tereny wokół kościoła i plebanii oraz powiększyło teren cmentarza.
- Kwiecień 1982 - w Urzędzie Miasta do zatwierdzenia projekt rozbudowy plebanii wraz z przyległym do niej domem katechetycznym. W miesiąc później już rozpoczęto prace ziemne. Cały dom katechetyczny (największą pod względem ilości uczniów gdyńską szkołę) oddano do użytku 18 lutego 1984 roku. Cały budynek, zgodnie z planem, przejawia charakter nowoczesnej szkoły parafialnej (aktualnie jest w nim Zespół Szkół Katolickich – publiczne Gimnazjum i Liceum – ponad 450 uczniów).
- Kwiecień 1984 roku - ukończenie projektu technicznego rozbudowy górnego kościoła; i rozpoczęło się dzieło rzekomej „ostatecznej” rozbudowy. Konstrukcję żelbetonową z dobrym, mocnym, przedwojennym cementem zamiast usuwać przy użyciu młotów pneumatycznych, usunięto przy użyciu dynamitu. Nieocenioną wprost pomoc okazał parafianin (pirotechnik), pracownik Polskiego Ratownictwa Okrętowego. Po założeniu kilkunastu ładunków w żelbetonowym szkielecie doprowadzono do kontrolowanej detonacji i w kilkudziesięciu sekundach mury starego kościoła, bez uszczerbku okolicznych zabudowań, zrównały się z ziemią. Zabieg ten o ponad trzy miesiące przyspieszył proces rozbiórki starego kościoła. Do końca czerwca 1984 roku zabetonowano ławy i fundamenty a następnie kontynuowano prace.
- Sierpień 1984 - szalowanie kasetonów stropowych a równocześnie ciągnięto mury kościoła. Na ostatnią sobotę września zaplanowano betonowanie stropu kościoła. W jednym dniu przerobiono około 70 ton cementu. Na całej powierzchni dachu rozprowadzono masę betonową o łącznej wadze 500 ton.
- Październik 1985 - rozebrano szalunki stropu i dachu (była to bardzo poważna, wysokościowa praca, trwająca kilka tygodni). W sobotę, przed pierwszą niedzielą adwentu.
- 30 listopada 1985 - uroczystość św. Andrzeja Apostoła. Odbyła się uroczystość poświęcenia kościoła i pierwsza msza święta w górnym kościele pod przewodnictwem Biskupa Mariana Przykuckiego. W dalszym ciągu kontynuowano prace.
- 1987 - po wcześniejszym przygotowaniu zamontowano organy – instrument o 35 głosach, który służy od wielu lat koncertom muzycznym organizowanym w kościele. Poświęcenie organów odbyło się 10 października 1987.
- 1992 - powołanie do istnienia parafialne Gdyńskie Liceum Katolickie (dziś placówka publiczna – Zespół Szkół Katolickich). Zostało ono powołane przez Biskupa Chełmińskiego Mariana Przykuckiego, na prośbę proboszcza ks. Andrzeja Czerwińskiego. W tym samym czasie wykonana została z brązu rzeźba na krzyż w prezbiterium przedstawiająca Chrystusa Ukrzyżowanego wysokości 3,5 metra, ważąca 1,5 tony (projekt Tomasza Misztala).
- Maj 1992 - z odlewni Jana Felczyńskiego w Przemyślu odebrano trzy dzwony o łącznej wadze niespełna trzech ton. Dnia 31 maja tegoż roku Abp Tadeusz Gocłowski dokonał poświęcenia dzwonów, które w krótkim czasie zawisły w wieży kościoła. Dzwony noszą imiona Maryja (ton fis'), Andrzej Bobola (ton gis') i Jan Paweł II (ton cis")[1]. Nieustannie trwały prace związane z zagospodarowaniem terenu przy kościelnego i przy prezbiterium.
- 1997 - wykonano techniką sgraffito sceny z życia św. Andrzeja Boboli na ścianach prezbiterium. Tą samą techniką wykonano nowe stacje Drogi Krzyżowej oraz obraz Ostatniej Wieczerzy według obrazu Salvadora Dalí (projektował i wykonywał Tomasz Bielak). Zainstalowano nowe – włoskie nagłośnienie. Zamontowano z nierdzewnej stali balustrady na chórach górnego kościoła.
- 1998 - wymieniono okno nad głównym wejściem kościoła i osadzono w nim witraż przedstawiającym Sąd Ostateczny.
- 1999 - zostało odmalowane wnętrze kościoła przez co odzyskało swoje piękno.
- 2001 - całkowicie odnowiono plebanię i dom katechetyczny, co poprzedziły prace dekarskie. W domu katechetycznym działało Gdyńskie Liceum Katolickie, do którego w roku 2000, po reformie oświaty, dołączone zostało Publiczne Klasyczne Gimnazjum Katolickie.
- 2002 - całkowicie odnowiono zewnętrzną elewację kościoła.
- 2003 - Z zachowanych dokumentów nie wynika, aby poprzedni, stary kościół był konsekrowany. Nowy kościół, poświęcony w stanie surowym 30 listopada 1985 r. doczekał się konsekracji w 65. rocznicę kanonizacji św. Andrzeja Boboli i utworzenia parafii, tj. 27 kwietnia 2003 r., której dokonał Metropolita Gdański Arcybiskup Tadeusz Gocłowski. W mensie ołtarza umieszczono relikwie św. Andrzeja Boboli.[2]